# Vương Bình Phiên
Vương Bình Phiên (chữ Hán: 王屏藩, ? – 1680) là nghĩa tử của Bình Tây vương Ngô Tam Quế và là một trong những tướng lĩnh được ông ta tin cậy nhất. Trong cuộc chiến giữa nhà Thanh với Nam Minh, ông từng đảm nhiệm các chức vụ như Tổng binh, Phó Đô thống. Sau khi Ngô Tam Quế khởi binh phản Thanh, Vương Bình Phiên được phong làm Phiêu Kỵ tiền tướng quân, tước Đông Ninh hầu, và được ban Thượng phương bảo kiếm. Trong chiến sự, ông độc lập chỉ huy, giữ vai trò chủ chốt trong việc điều hành và thúc đẩy quân Ngô ở Tứ Xuyên bắc phạt Quan Trung. Về sau, khi triều Ngô Chu suy yếu, quân Thanh tiến vào Tứ Xuyên, Vương Bình Phiên thất trận và tự vẫn. Sử sách đánh giá Vương Bình Phiên và Mã Bảo là hai vị tướng dũng mãnh thiện chiến nhất trong quân đội của Ngô Tam Quế.

## Tiểu sử

### Gia nhập quân ngũ
Vương Bình Phiên quê ở Trung Vệ, Thẩm Dương, lúc đầu đi theo Ngô Tam Quế tham chiến chống lại Nam Minh, được Ngô Tam Quế nhận làm nghĩa tử và trở thành một trong Tứ trấn Thập doanh Tổng binh của quân Ngô. Khi quân Thanh truy kích Vĩnh Lịch Đế sang Miến Điện, Vương Bình Phiên giữ chức Tả Đô đốc, kiêm nhiệm Tổng binh Tả doanh. Sau khi bình định Nam Minh, ông được bổ nhiệm làm Tổng binh Thiểm Tây.

### Loạn Tam phiên
Mùa đông năm Khang Hi thứ 12 (1673), khi Ngô Tam Quế khởi binh phản Thanh, Vương Bình Phiên được phong làm Phiêu kỵ Tiền tướng quân, dẫn quân tiến đánh Tứ Xuyên và thăm dò vùng Thiểm Tây, Cam Túc. Ngô Tam Quế vô cùng tin tưởng Vương Bình Phiên, từng nói rằng: “Vương Bình Phiên đi lấy Tứ Xuyên, cũng như chính ta đi vậy.” Tháng Giêng năm Khang Hi thứ 13 (1674), quân của Vương Bình Phiên tiến vào Tứ Xuyên. Các quan chức quân sự và hành chính trọng yếu trong vùng như Đề đốc Trịnh Giao Lân, Tổng binh Xuyên Bắc Tán Hoằng, Tuần phủ La Sâm, Tổng binh Ngô Chi Mậu đều lần lượt hưởng ứng phản quân.
Vương Bình Phiên hầu như không gặp phải sự kháng cự đáng kể, nhanh chóng chiếm lĩnh Tứ Xuyên, rồi tiếp tục kiểm soát Hán Trung và Hưng An, dưới trướng ông lúc này đã có hàng vạn binh lính. Không lâu sau, Đề đốc Thiểm Tây Vương Phụ Thần khởi binh hưởng ứng Ngô Tam Quế, triều đình nhà Thanh liền điều đại quân hội tụ tại Bình Lương. Vương Bình Phiên đích thân suất lĩnh quân Ngô xứ Tứ Xuyên tiến công Tần Châu, nhằm phân tán binh lực của triều đình, từng nhất thời chiếm giữ một phần đất Long Tây.
Về sau, Vương Phụ Thần bị Đại tướng quân nhà Thanh Đồ Hải đánh bại, bèn tiếp nhận chiêu an, quy thuận triều Thanh. Cục diện Thiểm Cam từ đó nghiêng hẳn bất lợi cho quân Ngô. Cuối tháng 6 năm Khang Hi thứ 15 (1676), quân Ngô triệt thoái khỏi Tần Châu. Vương Bình Phiên tại Hồng Nhai bị quân truy kích do tướng nhà Thanh là Mục Chiêm chỉ huy đánh bại, khiến quân Ngô đánh mất địa khu Quan Long, phải rút về cố thủ các nơi như Hán Trung, Hưng An, nhằm bảo toàn địa thế Tứ Xuyên. Tháng 3 năm Khang Hi thứ 17 (1678), Ngô Tam Quế xưng đế, Vương Bình Phiên được tiến phong làm Đông Ninh hầu, ban cho Thượng phương bảo kiếm.
Tháng 8 cùng năm, Ngô Tam Quế bạo bệnh qua đời, cháu là Ngô Thế Phiên kế vị, từ đó cục diện đối với triều Ngô Chu chuyển biến xấu một cách nhanh chóng. Triều đình nhà Thanh nhiều lần sai sứ đến chiêu an Vương Bình Phiên, song đều bị ông cự tuyệt. Tháng 10 năm Khang Hi thứ 18 (1679), Đồ Hải cùng các bộ tướng như Dũng Lược tướng quân Triệu Lương Đống, Phấn Uy tướng quân Vương Tiến Bảo chia làm bốn đạo, đồng loạt phát binh tấn công Vương Bình Phiên. Binh mã của Vương Tiến Bảo trước tiên đánh hạ Vũ Quan, tiến thẳng đến Hán Trung và Hưng An, khiến Vương Bình Phiên buộc phải bỏ Hán Trung, lui giữ Quảng Nguyên. Sau đó Quảng Nguyên cũng thất thủ, Vương Bình Phiên cùng các bộ tướng như Trần Quân Cực, Ngô Chi Mậu rút quân về Lãng Trung thuộc phủ Bảo Ninh cố thủ chống giữ.

### Bại trận tự sát
Năm Khang Hi thứ 19 (1680), Triệu Lương Đống chiếm được Thành Đô, Vương Tiến Bảo tiến quân đến Bảo Ninh. Quân Thanh đóng trại cách thành hai mươi dặm, Vương Bình Phiên suất hai vạn binh chủ động tiến công nhân lúc quân Thanh mới đến song bị đánh bại. Vương Tiến Bảo truy đuổi đến Cẩm Bình Sơn, liên tiếp phá hủy bốn đại doanh của quân Ngô. Vương Bình Phiên lui giữ cầu Bảo Kiều, quân Thanh chiếm cầu phá ải, rồi thừa thắng xông vào nội thành Lãng Trung. Vương Bình Phiên cùng Trần Quân Cực thấy đại thế đã mất bèn treo cổ tự vẫn, trong khi Ngô Chi Mậu cùng hơn mười viên tướng dưới trướng bị bắt sống. Khang Hi Đế ra lệnh xử trảm Vương Bình Phiên rồi đem bêu đầu thị chúng.

### Trích dẫn
1. ↑  Triệu Nhĩ Tốn, tr. 12851.
2. ↑  Lý Trị Đình, tr. 180, 229.
3. 1 2  Vật Danh, tr. 6647.
4. ↑  Lý Trị Đình, tr. 229.
5. ↑  Lưu Kiện, tr. 2.
6. ↑  Lý Trị Đình, tr. 233.
7. ↑  Lý Trị Đình, tr. 244.
8. ↑  Lý Trị Đình, tr. 277.
9. ↑  Lý Trị Đình, tr. 298.
10. ↑  Lý Trị Đình, tr. 314.
11. 1 2 3 4  Lý Trị Đình, tr. 332.